# ザ・パークハウス中之島タワー
ザ・パークハウス中之島タワー（ザ・パークハウスなかのしまタワー）は、大阪府大阪市北区中之島にある超高層マンションである。

## 概要
堂島川と土佐堀川に挟まれた中之島の西側尖端近くに立地する地上55階建。 天然ゴム系積層ゴム支承、弾性すべり支承、オイルダンパーを用いた免震構造を有している。

### 共用施設
- カフェラウンジ
- ライブラリー・スタディルーム
- パーティーラウンジ
- ゴルフレンジ
- ビューラウンジ (40階から41階)

## 建築
- 階数 – 地上55階
- 高さ – 192.93m
- 施主 - 三菱地所レジデンス、住友商事、京阪電鉄不動産、アサヒプロパティズ
- 設計施工 – 竹中工務店

## 交通機関

### 鉄道
- 京阪中之島線 中之島駅 徒歩3分
- 西日本旅客鉄道（JR西日本）JR東西線 新福島駅 徒歩9分

## 近隣施設
- 大阪府立国際会議場 (グランキューブ大阪)
- 中之島センタービル
- 中之島プラザ
- 中之島インテス
- 住友病院